# NGC 3887
NGC 3887 este o galaxie spirală situată în constelația Cupa. A fost descoperită în 31 decembrie 1785 de către William Herschel. Se află la o distanță de 18 megaparseci de Pământ.